# 清水博之 (レスリング)
清水 博之（しみず ひろゆき、1985年12月18日 - ）は、滋賀県出身のレスリンググレコローマンスタイルの選手である。階級は75kg級。身長176cm。
現在は自衛隊に所属する3等空曹。

## 来歴
日野高校時代に全国大会でベスト8となった。2004年に航空自衛隊に入隊すると、その後、自衛隊体育学校に進んだ。2006年には全日本選手権66kg級で2位になった。2008年には全日本選抜で優勝するが、北京オリンピック代表にはなれなかった。2009年には全日本選手権で優勝を遂げた。2010年には、ロンドンオリンピック48kg級金メダリストの小原日登美の妹で、世界選手権48kg級で3位になったことのある坂本真喜子と結婚した。2011年のアジア選手権では3位だった。2012年のロンドンオリンピック出場はならなかったが、全日本選抜の74kg級で優勝すると、全日本選手権では66kg級に階級を戻して優勝を飾った。2013年にはプレーオフに勝って世界選手権出場を果たすが、初戦でリトアニアの選手に敗れた。2014年の全日本選抜では75kg級に出場して2位だったが、世界選手権代表に選ばれた。世界選手権では準決勝でクロアチアの選手に0－2で敗れると、3位決定戦ではアメリカの選手にテクニカルフォール負けを喫して5位に終わった。試合後に清水は「狙えたメダルを落とした。昨年は初戦負けだったので誰にも注目されていなかったが、いい意味で期待を裏切れた。昨年から成長はしているし、まだ力は伸びる」とコメントした。

## 主な戦績
- 2006年 -　全日本選手権　2位
- 2008年 -　全日本選抜　優勝
- 2009年 -　全日本選手権　優勝
- 2010年 -　サンキストオープン　優勝
- 2011年 -　ハンガリーグランプリ　2位
- 2011年 -　アジア選手権　3位
- 2011年 -　全日本選抜　3位
- 2012年 -　全日本選抜　優勝(74kg級)
- 2012年 -　全日本選手権　優勝
- 2013年 -　アジア選手権　3位
- 2014年 -　全日本選抜　2位
- 2014年 -　世界選手権　5位(75kg級)
- 2014年 -　全日本レスリング選手権大会　2位